# Folklorni realizem
Folklorni realizem je posebna vrsta realizma za katero je značilo, da ne poudarja zunanje fabule in na kompozicijski ravni dovoljuje avtorjeve subjektivne posege, lirizacijo, pripovedno pa se osredotoča na značajske lastnosti junakov. V slovenski literaturi se pojavi v devetdesetih letih 19. stoletja s Franom Jakličem.

## Literarnozgodovinske oznake in "folklorno"
Marija Stanonik govori v Teoriji slovstvene folklore o mnogih različicah pojavitve "folklornega" v podrobnejših literarnozgodovinskih označbah. Lahko gre za "folklorno snov", "folklorne téme", "folklorne motive in motiviko", "folklorne motivne prvine", "folklorne prvine v prozi", "folklorne prizore", "folklorni tekst", "folklorno prozo", "folklorno-zgodovinsko pripoved" ali za "folklorno umetnino". Folklorno izrazje se lahko navezuje tudi na posamezne literarne smeri, kjer lahko najdemo besedne zveze, kot so "folklorni romantik", "Trdinova koncepcija folklornega realizma", "folklorni pesniški realizem", "folklorni interes pri Jurčiču", "folklorni simboli", "folklorni kompleks hrepenenja", "folklorni junaki v Cankarjevi literaturi". 
Izrazu folklorni realizem so sorodni še folklorna kmečka povest in folklorna pripoved oz. proza.
Termin folklorni realizem prvič uporabi Anton Slodnjak (v Zgodovini slovenskega slovstva pod poglavjem IV. Nova struja in nadaljnje oblike realizma in naturalizma Frana Jakliča označi kot folklornega realista).

## Predstavniki folklornega realizma
- Fran Jaklič: Nevesta s Korinja, Vaški pohajač, Lepi Tonček, Vojvoda, Od hiše do hiše, Za možem, Naša dekleta, Lončar, Iz našega kota
- Mirko Javornik
- Stanko Kociper: Goričanec
- Prežihov Voranc: Jamnica (folklorni motivi: »steljaraja«, farni praznik, obdaritev beračev, veselica)
- Janez Trdina: Črtice in povesti iz narodnega življenja (Dolenjske ženitve, Kranjska jeza, Hudevci ...)

## Fran Jaklič
Uveljavi se kot avtor pripovednih slik iz kmečkega življenja. Jakličeva folklorna realistična povest je nadaljevanje tradicionalne kmečke povesti Josipa Jurčiča. Avtor je združil tradicijo žanrskih tipov kmečke povesti: obliko kmečke značajevke je prevzel iz kratke kmečke pripovedi, kmečko folkloro pa iz idilične folklorne povesti. Jaklič je bil osrednji pripovednik Doma in sveta, osvežil je slovensko umetniško realistično pripovedno prozo ob izteku prve faze realizma. Zaradi realističnih (»vzetih iz življenja«) vzorcev njegovih pripovedi in izrazito folklornih besedil obvelja za folklornega realista. Folklorni motivi pri Jakliču so npr. delovne navade, praznični in ženitveni motivi, generacijski konflikti ipd. Zgled njegove folklorne realistične pripovedi je Nevesta s Korinja. Odpiranja bivanjskih vprašanj ni, opisuje pa vaško svetovanje, praznike in medsebojne odnose. Jaklič podaljšuje slovenski realizem v čas, ko je v slovenskem literarnem prostoru osrednja smer že moderna.